# Hanojski znakovni jezik
Hanojski znakovni jezik {Ha Noi Sign Language (HNSL); ISO 639-3: hab}, znakovni jezik gluhih osoba koji se rabi u području grada Hanoja u Vijetnamu. Jedan je od najmanje tri tamošnja znakovna jezika. 
Srodan je jezicima Haiphonga [haf], Ho Chi Minha [hos] i laoskom [lso]

## Vanjske poveznice
- Ethnologue (14th)
- Ethnologue (15th)